# مت گرین (بازیکن فوتبال)
مت گرین (انگلیسی: Matt Green؛ زادهٔ ۲ ژانویهٔ ۱۹۸۷) بازیکن فوتبال اهل بریتانیا است.
از باشگاه‌هایی که در آن بازی کرده‌است می‌توان به باشگاه فوتبال منزفیلد تاون، باشگاه فوتبال نیوپورت کانتی، باشگاه فوتبال دارلینگتون، باشگاه فوتبال تورکی یونایتد، باشگاه فوتبال چلتنهام تاون، باشگاه فوتبال آکسفورد یونایتد، باشگاه فوتبال گریمزبی تاون، باشگاه فوتبال بیرمنگام سیتی، باشگاه فوتبال بریستول سیتی، و باشگاه فوتبال کاردیف سیتی اشاره کرد.
وی همچنین در تیم ملی فوتبال England C بازی کرده‌است.